# Richard Vaughan
Richard Vaughan (c. 1655 – octobre 1724) de Derwydd, Carmarthenshire est un avocat gallois et homme politique whig qui siège à la Chambre des communes pendant près de 40 ans de 1685 à 1724. 

## Biographie
Il est le fils aîné de John Vaughan de Court Derllys et de son épouse Rachel Vaughan, fille de Sir Henry Vaughan de Derwydd, Carmarthenshire. Il s'inscrit au Jesus College d'Oxford le 23 mai 1672, à l'âge de 16 ans . Il est admis au Gray's Inn en 1673, et au barreau en 1680 et est nommé conseiller en 1706. Il succède à son oncle, Sir Henry Vaughan, à Derwydd Mansion, près de Llandybie en 1676 . 
Il est nommé enregistreur du Carmarthenshire pour 1683-86 et 1688-1722 et juge de circuit sur le circuit de Carmarthenshire en 1715, jusqu'à sa mort . 
Il est élu député de Carmarthen pour 1685–87 et de 1689 à sa mort en 1724 ,. Il est considéré comme le père de la maison de 1718 à sa mort, bien qu'il ne soit pas clair qu'il était considéré comme tel à l'époque . 
Il épouse, en 1692, Arabella, la fille de Sir Erasmus Philipps, 3e baronnet, député de Picton Castle, Pembrokeshire. Ils n'ont pas d'enfants et sa succession passe à sa nièce, l'épouse de John Vaughan, député de Carmarthenshire. 